# 래리 로버츠
래리 로버츠(Larry Roberts, 1926년 9월 28일 ~ 1992년 7월 17일)는 미국의 성우, 배우이다.
클리블랜드에서 태어났으며 클리블랜드에서 사망하였다.

## 영화
- 레이디와 트램프 (1955년)